# Prodasineura verticalis
Prodasineura verticalis é uma zygoptera da família Protoneuridae. Seu nome vulgar é bambootail preta. O nome comum bambootails é usado para libelinhas na família Protoneuridae na Índia. A oviparidade ocorre em vegetação ou em raízes submersas em água corrente superficial, com o par em conjunto.

## Subespécies
Esta espécie zygoptera tem seis subespécies. A seguir estão as subespécies.
- Prodasineura verticalis andamanensis
- Prodasineura verticalis annandalei
- Prodasineura verticalis burmanensis
- Prodasineura verticalis delia
- Prodasineura verticalis humeralis (muitas vezes tratada como uma espécie distinta)
- Prodasineura verticalis verticalis